# Maihar
Maihar är en ort i Indien.   Den ligger i distriktet Satna och delstaten Madhya Pradesh, i den centrala delen av landet, 600 km sydost om huvudstaden New Delhi. Maihar ligger 358 meter över havet och antalet invånare är 37 913.
Terrängen runt Maihar är platt åt sydost, men åt nordväst är den kuperad. Terrängen runt Maihar sluttar österut. Runt Maihar är det tätbefolkat, med 286 invånare per kvadratkilometer. Det finns inga andra samhällen i närheten. Trakten runt Maihar består till största delen av jordbruksmark.